# Base aérienne de Yelahanka
Pour les articles homonymes, voir VOYK.
La base aérienne de Yelahanka est une base aérienne des forces armées indiennes du District de Bangalore Urbain du Karnataka.

## Historique
C'est une base logistique qui existe depuis 1963.
C'est sur cette base que se déroule Aero India et en 2025 se sont croisés des Su 57 et des F 35.

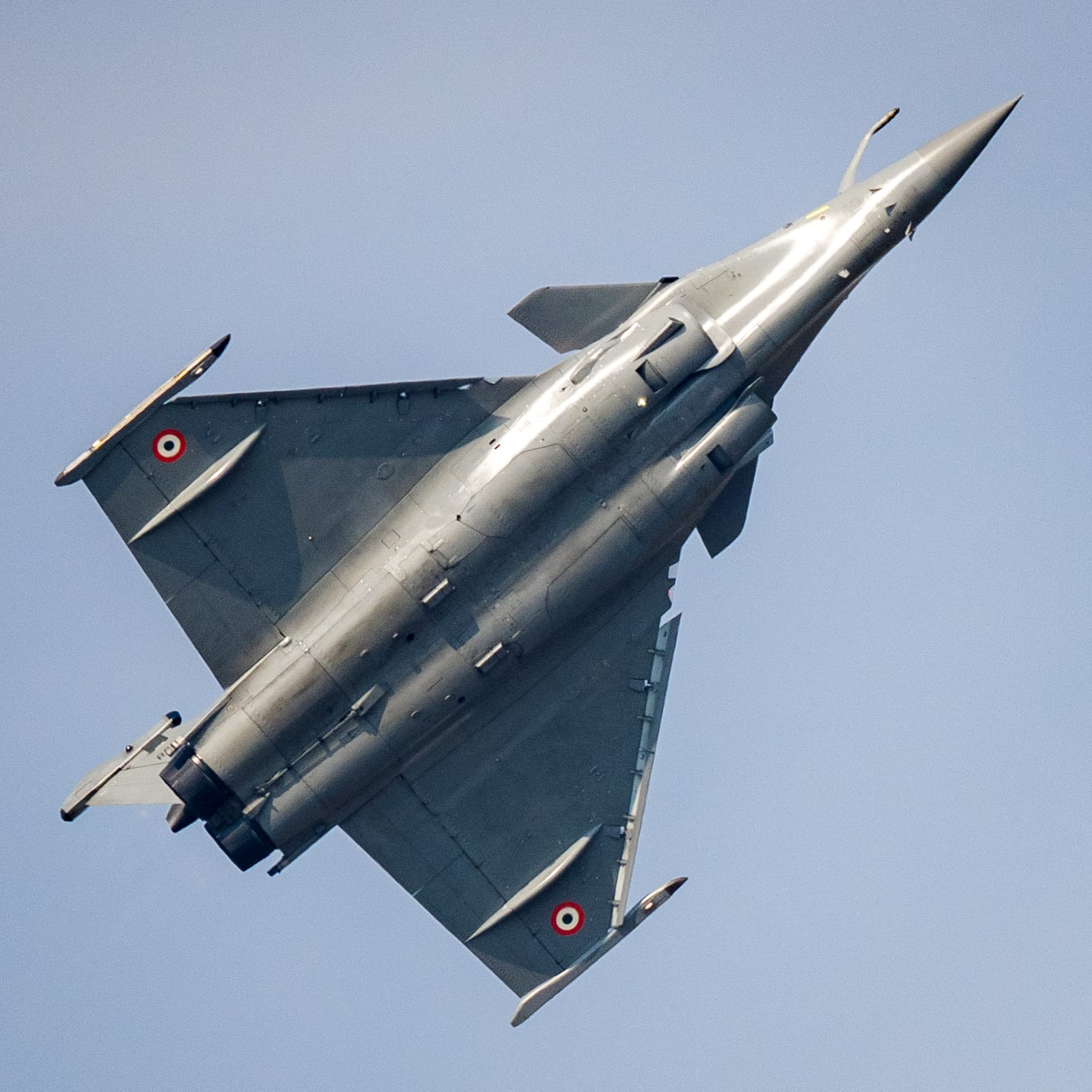
Un Rafale indien.
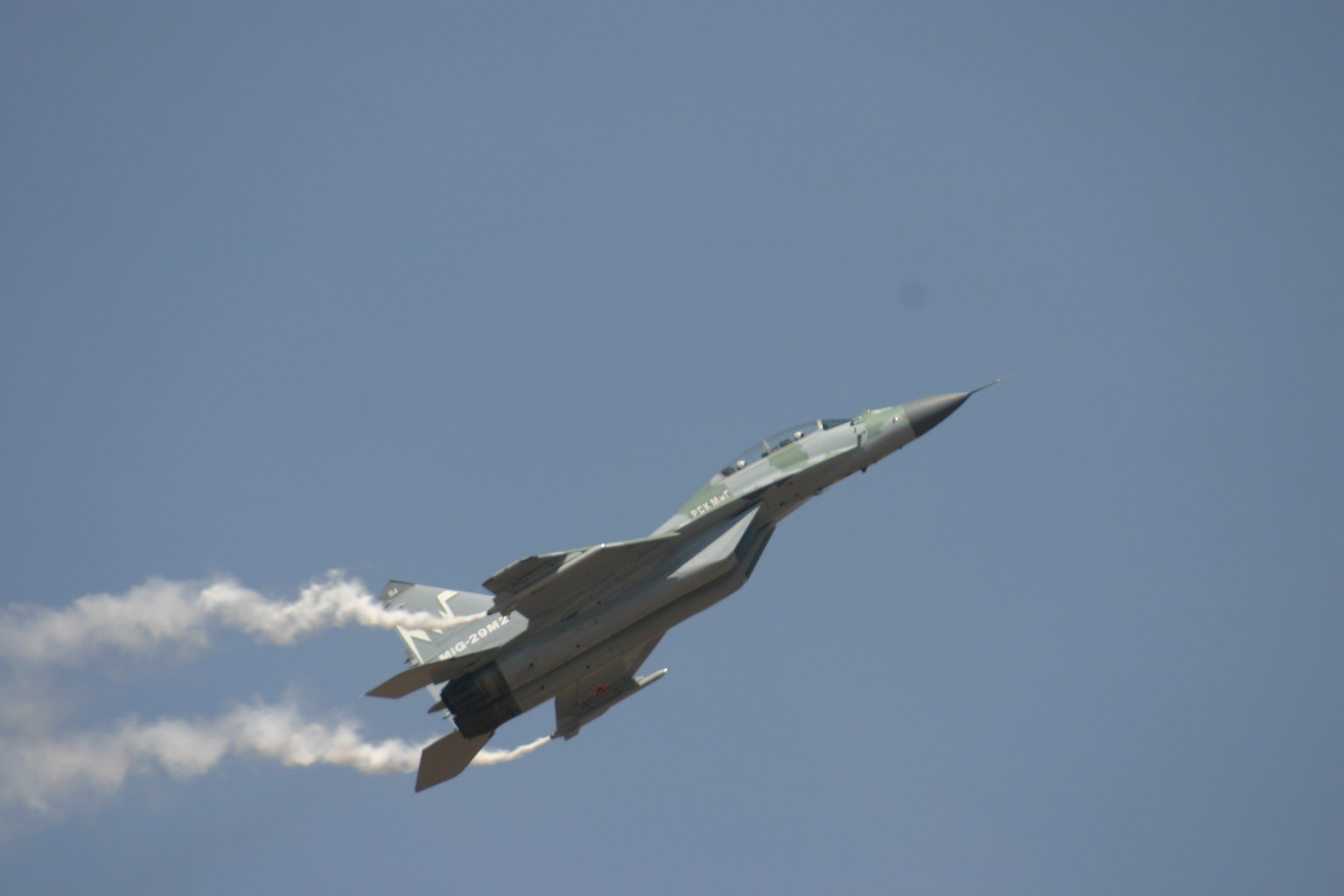
Un Mig-29.
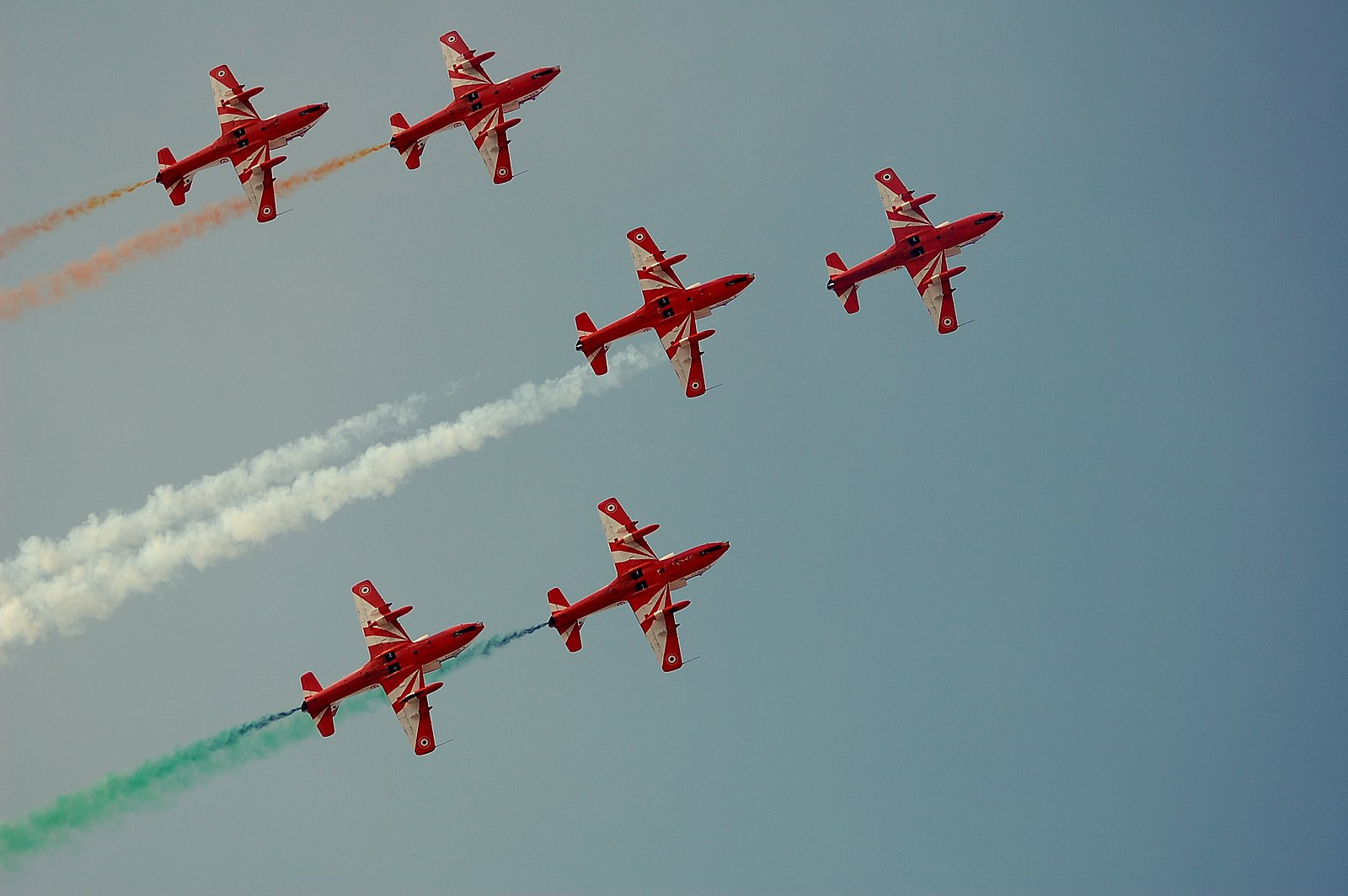
2009 les Surya Kiran.
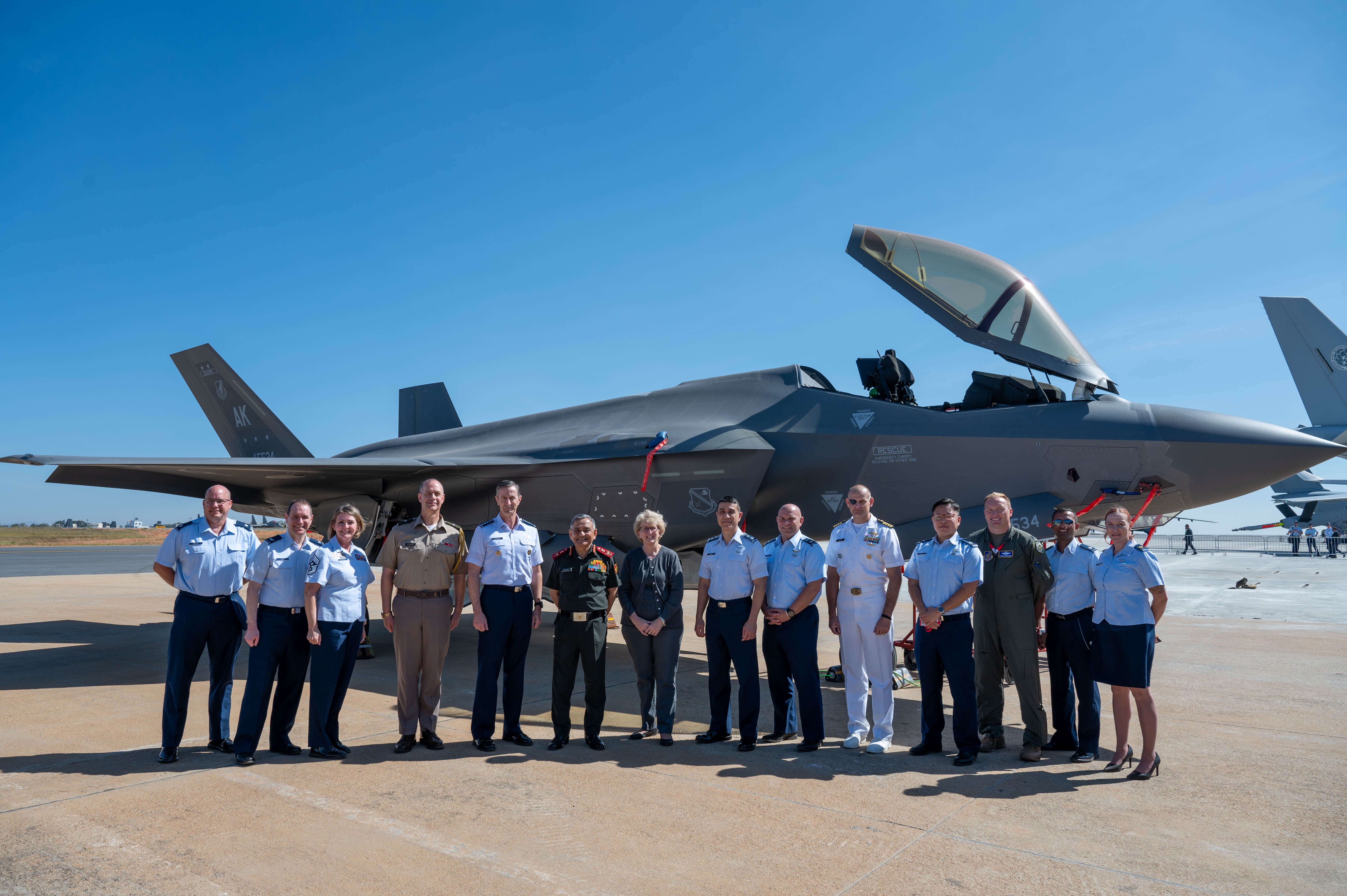
Un F-35
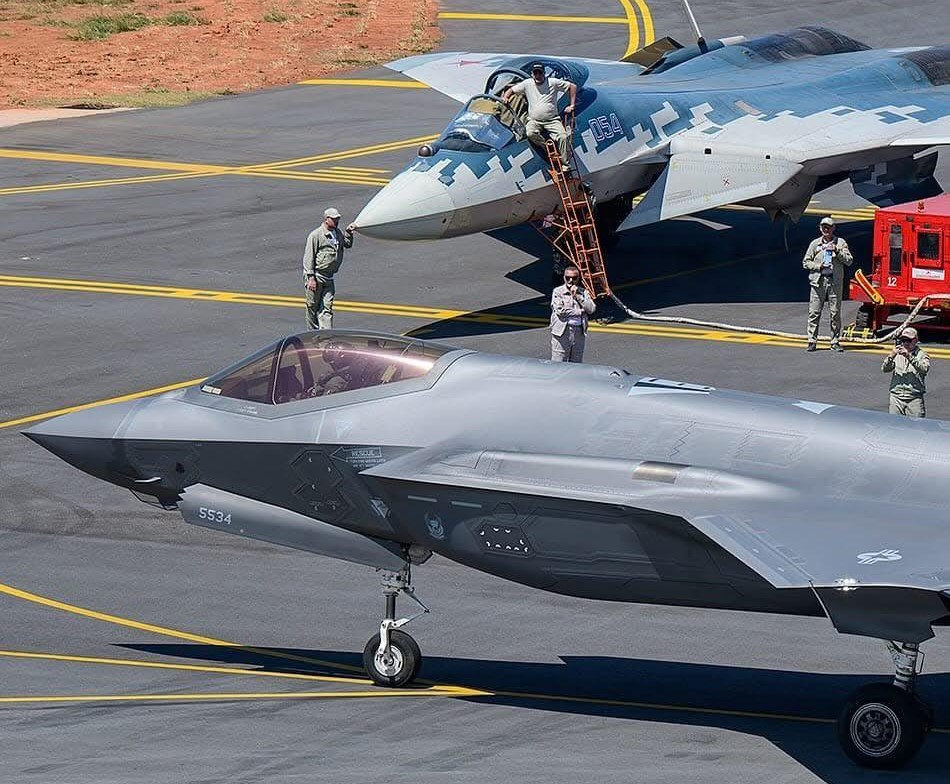
F-35 et Su-57 en 2025.